# 廠商會中學
廠商會中學（英語：CMA Secondary School）是香港深水埗區一間津貼學校，全校學生人數約八百多人，該校分別設有家長教師會、學生會及校友會等等組織。

## 學校歷史、發展與成就
學校在一九七六年正式成立，時值香港工業高速發展之年代，學校的成立旨在培養工業人才，以配合香港經濟發展，校名初時稱為「香港中華廠商聯合會職業先修中學」。但是，因為當時學校校舍尚未建成，幸得香港四邑商工總會黃棣珊紀念中學慷慨借出校舍，故此能夠順利開課。南昌街校舍於一九七七年建成，荷蒙香港總督麥理浩爵士夫人主持校舍開幕典禮。為配合香港經濟發展的需要，於一九九七年轉型為文法中學，更名為「廠商會中學」。到九二年學校開設預科班，首次招收女生。到轉型為文法中學多年之後，學校由中一開始招收女生。故此，廠商會中學已轉變成為招收男女學生的資助中學。
經過麥耀光校長的努力下，學校逐漸擺脫於區內形象不佳的情況。校長多年的經營，令學校學生在科研、體育、學業上均取得驕人成就。如曾經在多次在國際水底機械人比賽中學組，及大學組中取得香港區冠軍及亞軍，並代表香港赴美國多地比賽，取得全球前十名的佳績。
體育校隊成員亦曾於二零一七年的籃球學界比賽於D3組別取得冠軍成績，以及同年田徑學界比賽於D2組取得冠軍，晉升至D1組別與本港傳統名校一較高下。而近年學生的學業成績都大有改善，英文、中國歷史，整體於香港中學文憑試成績也令人滿意，晉升大學的學生數目大為提升，分別有同學入讀香港大學、香港中文大學、香港科技大學、香港理工大學、香港浸會大學等本港大專院校。

## 校政管理
歷任校監
- 1976年至1978年：洪祥佩 先生
- 1978年至1981年：林浩彬 先生[12]
- 1981年至2001年：尹德勝 先生
- 2001年至2014年：司徒健 先生
- 2014年至2021年：陳耀雄 先生
- 2021年至今：盧金榮 先生

歷任校長
- 1976年至2003年：范錦平 先生[12][13]
- 2003年至2008年：麥愛英 女士
- 2008年至2021年：麥耀光 先生
- 2021年至今：周修略  先生

## 相關
- 香港中華廠商聯合會
- 廠商會蔡章閣中學

## 外部連結

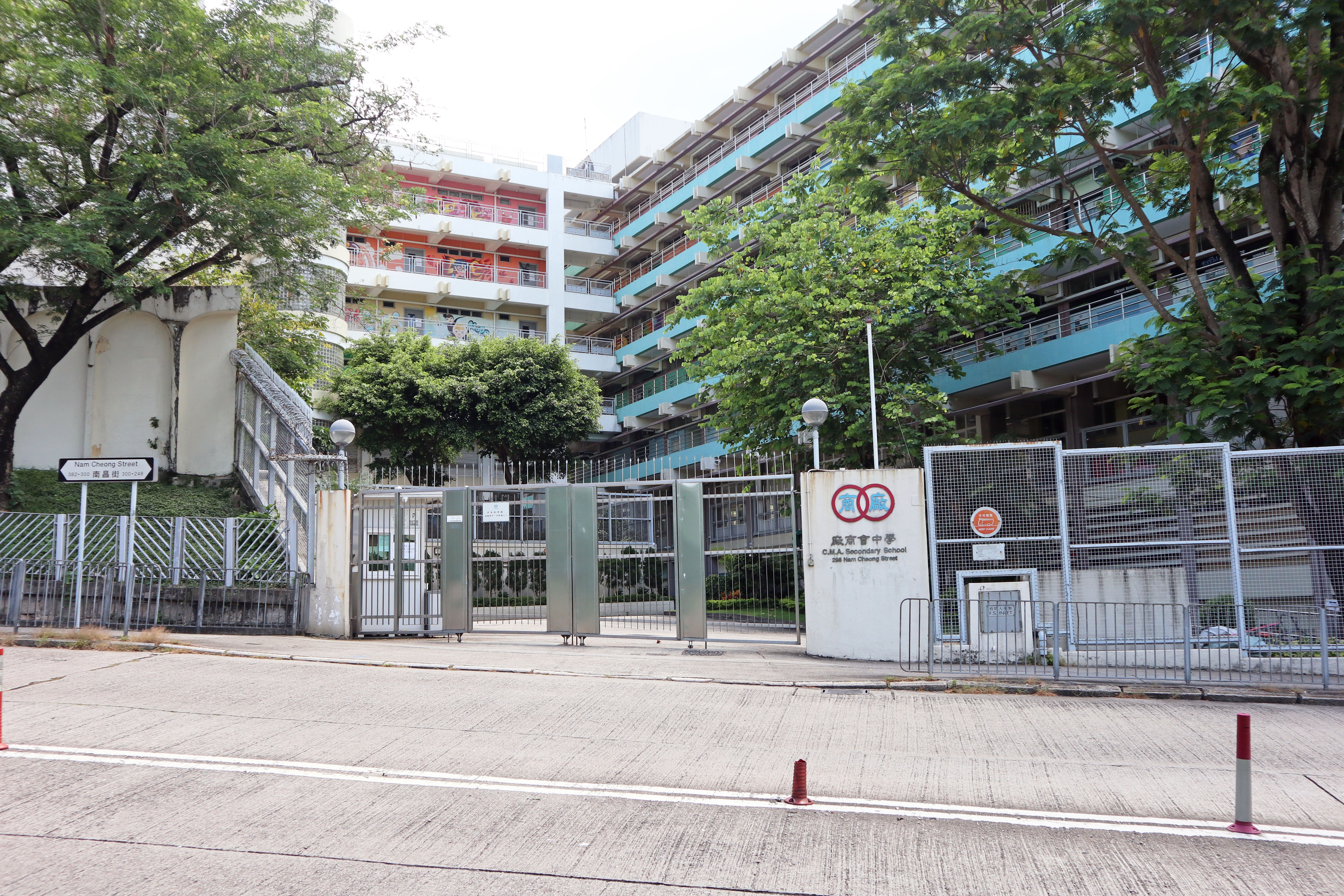
廠商會中學門外

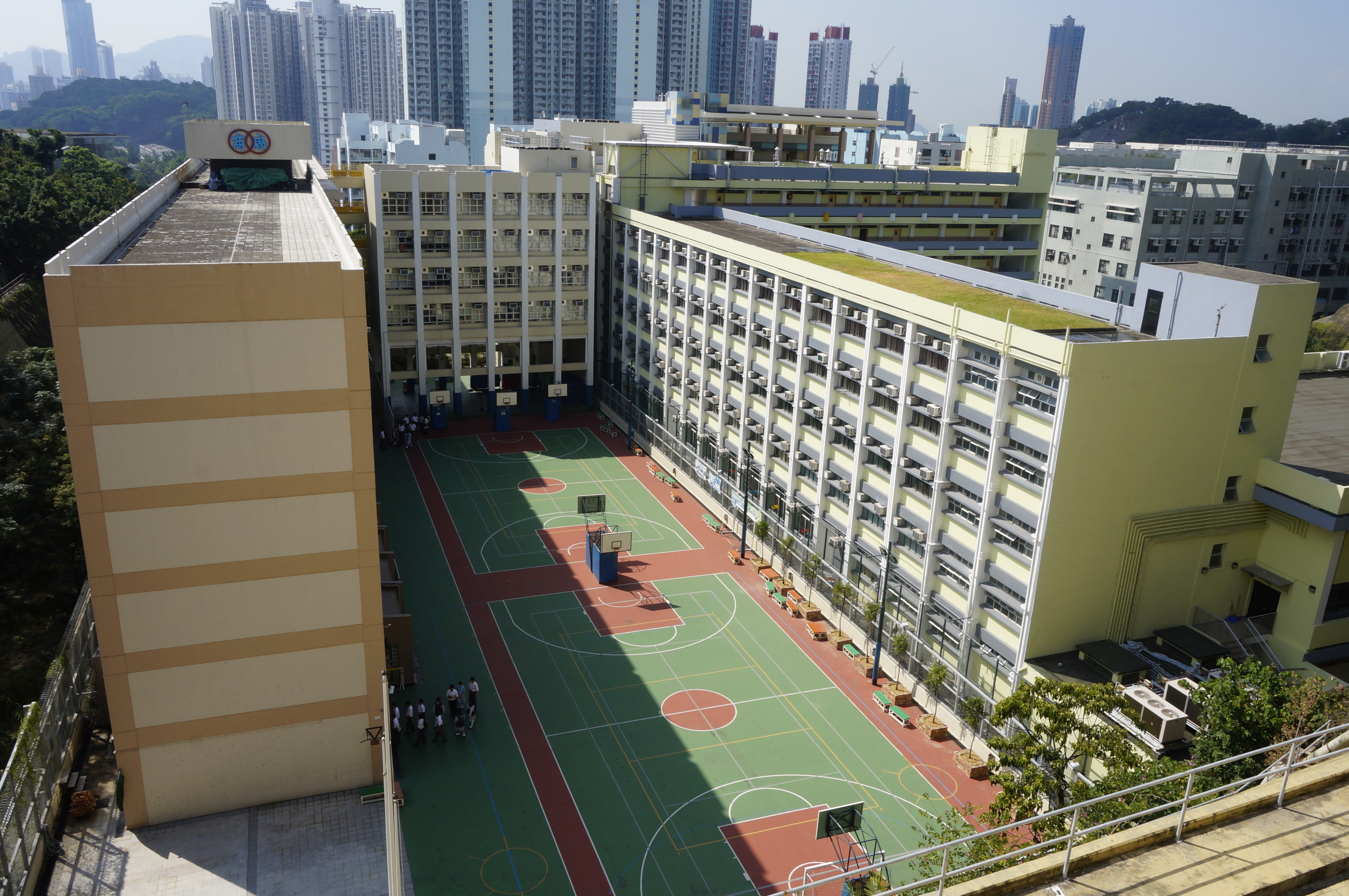
廠商會中學外觀及籃球場

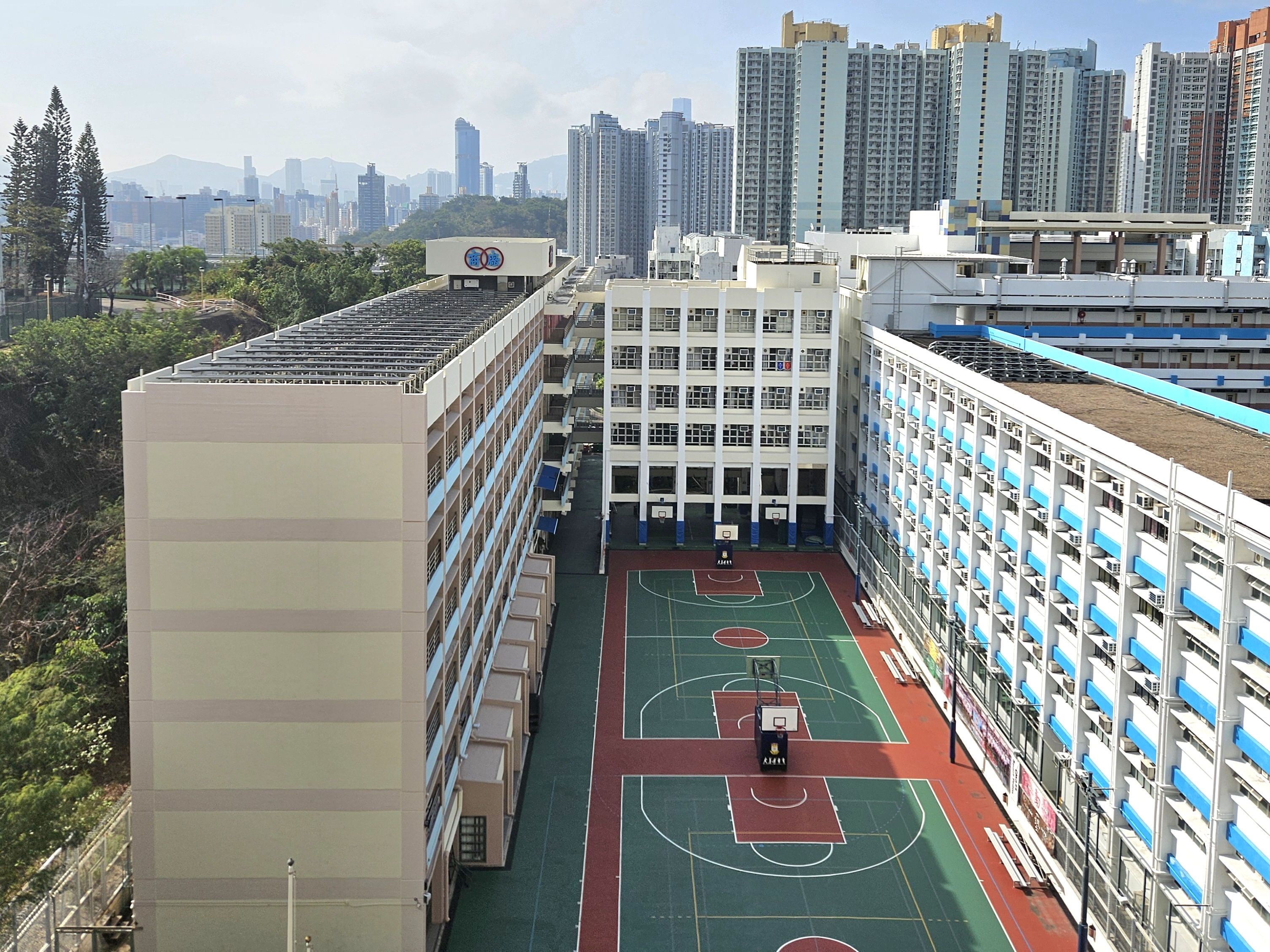
廠商會中學及籃球場

中華廠商聯合會的標誌

- 廠商會中學 CMA Secondary School （页面存档备份，存于）
- 香港中華廠商聯合會 - 廠商會中學
- OpenSchool廠商會中學介紹 （页面存档备份，存于）